# إستر هاولاند
إستر هاولاند (بالإنجليزية: Esther Howland)‏ هي فنانة أمريكية، ولدت في 1828 في ورسستر في الولايات المتحدة، وتوفيت في 1904 في كوينسي في الولايات المتحدة.